# Hoher Zwerg
Der Hohe Zwerg ist eine 43 m ü. NHN hohe Erhebung der Gemeinde Kemnitz im Landkreis Vorpommern-Greifswald im Nordosten von Mecklenburg-Vorpommern. Er liegt rund 1,8 km südöstlich des Ortsteils Rappenhagen und entstand wie die meisten Erhebungen in der Region während der Weichseleiszeit.